# Лещеняты
Лещеня́ты (бел. Лешчаня́ты) — деревня в Сморгонском районе Гродненской области Белоруссии. Входит в состав Вишневского сельсовета.
Расположена в северо-восточной части района. Расстояние до районного центра Сморгонь по автодороге — около 26,5 км, до центра сельсовета агрогородка Вишнево по прямой — чуть более 10,5 км. Ближайшие населённые пункты — Милути, Семенки, Теляки. Площадь занимаемой территории составляет 0,3249 км², протяжённость границ 3620 м.

## История
Деревня отмечена на карте Шуберта (середина XIX века) в составе Войстомской волости Свенцянского уезда Виленской губернии. В 1866 году Лещеняты насчитывали 10 дворов и 71 жителя католического вероисповедания.
После Советско-польской войны, завершившейся Рижским договором, в 1921 году Западная Белоруссия отошла к Польской Республике и деревня была включена в состав новообразованной сельской гмины Войстом Свенцянского повета Виленского воеводства. 1 января 1926 года гмина Войстом была переведена в состав Вилейского повета.
В 1938 году Лещеняты насчитывали 28 дымов (дворов) и 136 душ.
В 1939 году, согласно секретному протоколу, заключённому между СССР и Германией, Западная Белоруссия оказалась в сфере интересов советского государства и её территорию заняли войска Красной армии. Деревня вошла в состав новообразованного Сморгонского района Вилейской области БССР. После реорганизации административного-территориального деления БССР деревня была включена в состав новой Молодечненской области в 1944 году. В 1960 году, ввиду новой организации административно-территориального деления и упразднения Молодечненской области, Лещеняты вошли в состав Гродненской области.

## Население
Согласно переписи население деревни в 1999 году насчитывало 82 жителя.

## Транспорт
Деревня связана автодорогами местного значения:
- Н6433 с Курчами;
- Н7373 с Крунями;
- Н20001 с Абрамовщиной-3

Через Лещеняты проходят регулярные автобусные маршруты:
- Сморгонь — Вишнево
- Сморгонь — Свайгини

## Достопримечательности
На южной окраине Лещенят находится придорожная часовня постройки конца XIX — начала XX веков